# Samhan

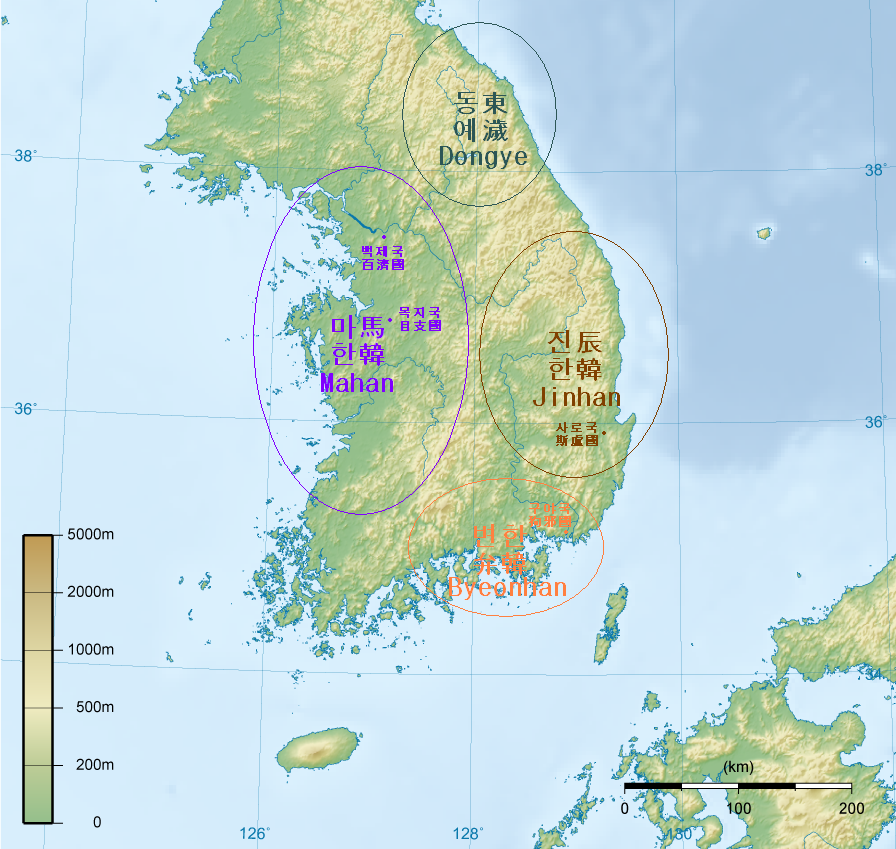
Samhan

El período Samhan en la historia de Corea (en alfabeto hangul:삼한, en hanja: 三韓) significa tres grandes principados (Mahan, Jinhan y Byeonhan) en la región central y sur de la península coreana. Se absorbió a Baekje y Silla por el siglo IV. Su era generalmente se llama proto-tres reinos de Corea.

## Significa
Sam (三) tiende sentido de "tres," y Han de “grande (uno), largo, mucho, muy”. Han en letra hanja se escribe como 韓, 幹, o 刊, pero no tiene relación con las dinastías chinas normalmente que tienen letra Han (漢). En caso de Mahan, Byeonhan y Jinhan, Ma es el sur, Byeon es luz y Jin el este.
Se cree que tres reinos de Samhan se formaron alrededor de la caída de Gojoseon en el Manchuria y norte de Corea en 108 a. C., cuando el Estado Jin desapareció en los registros históricos. En el siglo IV d. C., Mahan se incorporó a Baekje, Jinhan a Silla y Byeonhan a la confederación Gaya que finalmente se hizo la parte del reino Silla.

## Geografía
La ubicación exacta de los tres proto-reinos se ha disputado, dando la posibilidad de que las fronteras hayan cambiado con el transcurso del tiempo. El libro clásico coreano Samguk Sagi localiza a Mahan en la región norte de la actual Corea del Sur que luego Goguryeo ocuparía, Jinhan cerca de Silla, y Byeonhan al suroeste de Baekje. Sin embargo, el libro chino San guo zhi que se escribió antes de Samguk Sagi ubica a Mahan en la región suroeste, Jinhan al sur-este y Byeonhan entre los dos reinos.